# (Freak) And U Know It
(Freak) And U Know It is een single uit 1997 van Adina Howard, afkomstig van haar studioalbum Welcome to Fantasy Island dat pas in 2021 (digitaal) werd uitgebracht. Het nummer werd geproduceerd door DJ Quik, Robert "Fonksta" Bacon en G-One. De single debuteerde op de zeventigste positie op de Billboard Hot 100 en de dertigste positie op de Hot R&B/Hip-Hop Songs.

## Nummers
CD
1. "(Freak) And U Know It (Radio Edit)" - 4:02
2. "(Freak) And U Know It (Vybe Remix - Extended)" - 4:35
3. "(Freak) And U Know It (Vybe Remix - Instrumental)" - 4:18
4. "(Freak) And U Know It (Gods Of Prophet Slimmi Trip Remix)" - 6:17
5. "(Freak) And U Know It (Club Mix)" - 7:17
6. "(Freak) And U Know It (Instrumental)" - 4:10
7. "(Freak) And U Know It (Acappella)" - 4:08

## Personeel
- Chris Puram, DJ Quik - Mastermixers
- DJ Quik, G-One, Rob Bacon - Producenten
- Chris Puram - Opnameleider
- Taresha Hudson - Tekstschrijver

## Hitlijsten
| Hitlijst (1997)                    | Hoogste positie |
| ---------------------------------- | --------------- |
| VS Billboard Hot 100               | 70              |
| VS Billboard Hot R&B/Hip-Hop Songs | 32              |